# Студенок (притока Обести)
Студенок — річка в Росії, у Рильському районі Курської області. Ліва притока Обести (басейн Дніпра).

## Опис
Довжина річки  приблизно 10,8км.

## Розташування
Бере початок на піденній стороні від Слобідки-Іванівки. Тече переважно на північний схід через село Студенок і у Олександрівці впадає у річку Студенок[уточнити], ліву притоку Клевені.